# Đại hội kết tập kinh điển Phật giáo
Sau khi Đức Phật nhập Niết-bàn, các cộng đồng Tăng đoàn (Sangha) đã nhóm họp định kỳ để giải quyết các tranh chấp về giáo lý và kỷ luật cũng như sửa đổi và chỉnh sửa nội dung kinh điển. Những cuộc tụ họp này thường được gọi là "kết tập" (Saṅgīti). Những tường thuật về các cuộc kết tập này được ghi lại trong các kinh điển Phật giáo là đã bắt đầu ngay sau khi Đức Phật nhập diệt và tiếp tục cho đến thời kỳ hiện đại. Những lần kết tập sớm nhất - dù có rất ít bằng chứng lịch sử ngoài kinh điển - được mọi truyền thống Phật giáo coi là sự kiện kinh điển. Tuy nhiên, tính lịch sử và chi tiết của các lần kết tập này vẫn còn là một vấn đề gây tranh cãi trong các nghiên cứu Phật giáo hiện đại.

## Đại hội kết tập thứ nhất
Theo truyền thống, Đại hội kết tập đầu tiên được cho là đã được tổ chức ngay sau khi Đức Phật nhập Niết bàn, chủ trì bởi Mahākāśyapa, một trong những đại đệ tử của Ngài, tại một hang động gần Rājagṛha (Rajgir ngày nay) với sự bảo trợ của vua Ajatashatru. Mục tiêu của nó là bảo tồn những lời dạy của Đức Phật (Sutta) và các giới luật tăng đoàn (Vinaya). Các bài kinh được đọc bởi Ananda, và giới luật được đọc bởi Upali. Theo Charles Prebish, hầu hết tất cả các học giả đều đặt câu hỏi về tính lịch sử của lần kết tập đầu tiên này.
Đáng chú ý là không có sự ghi nhận về Abhidharma vào thời điểm này. Học giả phương Tây cho rằng các bản văn Abhidharma ban đầu được tạo ra sau năm 300 TCN vì sự khác biệt về ngôn ngữ và nội dung so với các kinh văn cổ điển khác.
Tất cả 6 truyền thống giới luật còn sót lại đều có ghi chép, toàn bộ hoặc một phần, về các đại hội kết tập thứ nhất và thứ hai.

## Đại hội kết tập thứ hai
Các ghi chép lịch sử về cái gọi là "Đại hội kết tập thứ hai" chủ yếu bắt nguồn từ Luật tạng kinh điển của các bộ phái khác nhau. Dù có nhiều mầu thuẫn về các điểm chi tiết, chúng vẫn thống nhất rằng lần kết tập này có sự tham dự của 700 nhà sư tại Vaisali, và nguyên do từ việc các vị tỳ-khưu ở Vaisali đã nhận tiền cúng dường dẫn đến sự tranh chấp về giới luật.
Theo các nguồn truyền thống, tranh chấp về giới luật tại lần kết tập thứ hai này đã dẫn đến sự chia rẽ đầu tiên trong Tăng đoàn. Tuy nhiên, nhiều học giả không cho rằng một cuộc chia rẽ đã xảy ra vào thời điểm này, mà thay vào đó, nó chỉ có thể xảy ra vào một thời điểm muộn hơn sau đó.
Dù thế nào đi chăng nữa, sự chia rẽ đầu tiên trong tăng đoàn (thường liên quan đến lần kết tập thứ hai), được các học giả coi là rất có thể do một nhóm cải cách gọi là Sthavira gây ra, những người muốn bổ sung thêm nhiều giới luật hơn vào Luật tạng để ngăn chặn những gì mà họ cho rằng do việc giữ giới luật lỏng lẻo gây ra. Điều này có thể có hoặc không liên quan trực tiếp đến lần kết tập tại Vaisali. Vấn đề liên quan đến giới luật này cuối cùng đã dẫn đến sự chia rẽ khỏi đa số bảo thủ, được gọi là Mahāsāṃghika, những người đã bác bỏ việc bổ sung các giới luật này. Quan điểm này được hỗ trợ bởi chính các văn bản Vinaya, vì các giới luật liên quan đến Sthavira nhiều hơn giới luật trong Luật tạng Mahāsāṃghika. Mahāsāṃghika Prātimokṣa có 67 giới trong phần śaikṣa-dharma, trong khi phiên bản Theravāda có 75 giới. Luật tạng Đại chúng bộ cũng có bằng chứng cho điều này, vì chúng có ghi nhận về việc phái Mahāsāṃghika không đồng ý với những bổ sung của phái Sthavira vào Luật tạng (Mahāsāṃghikavinaya, T.1425, tr. 493a28-c22.).
Hầu như tất cả các học giả đều đồng ý rằng lần kết tập thứ hai này là một sự kiện lịch sử. Tuy nhiên, không có sự thống nhất nào về niên đại của sự kiện này, hoặc xác nhận thời điểm diễn ra trước hay sau thời kỳ Ashoka (304–232 TCN).

## Đại hội kết tập thứ ba dưới triều đại Ashoka

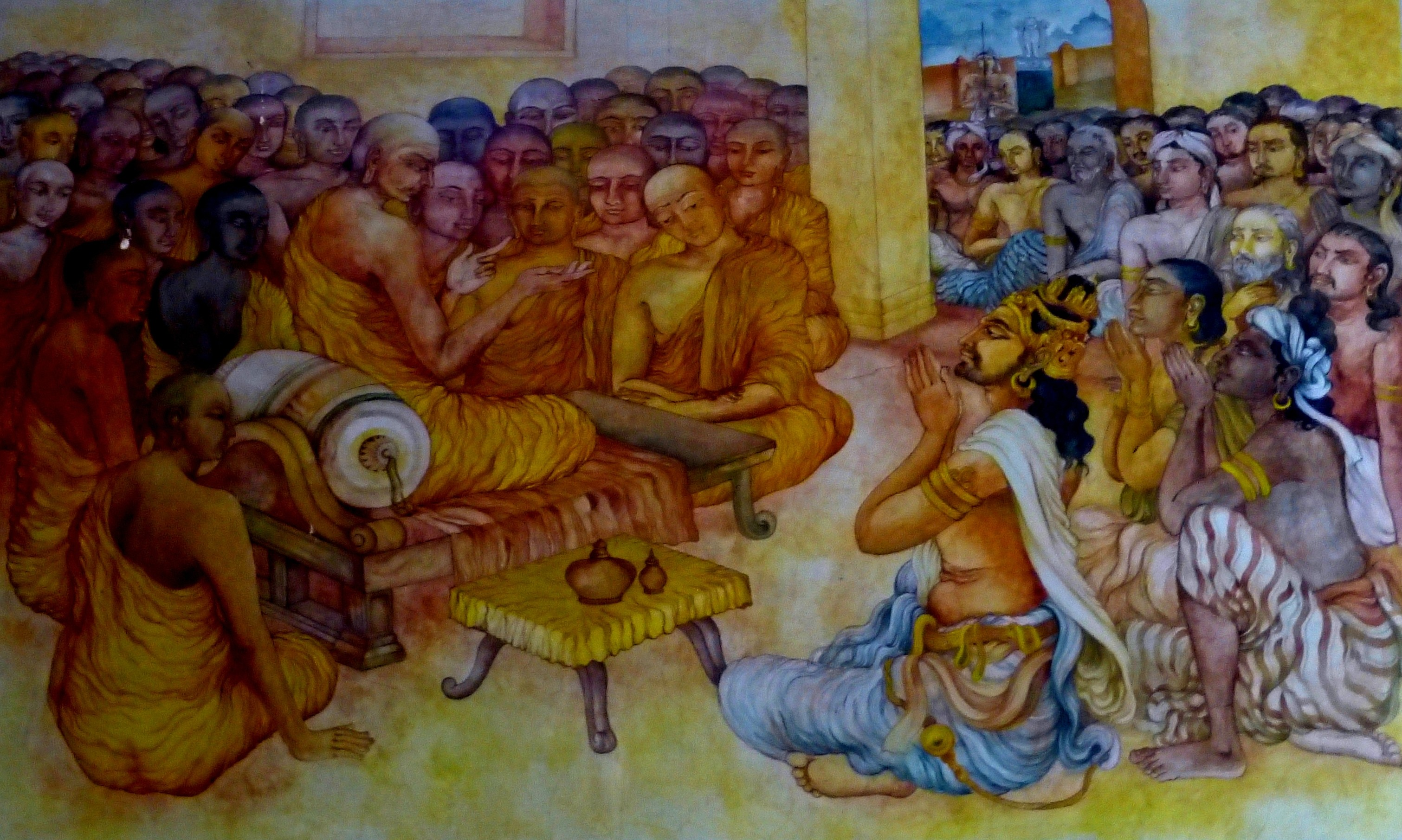
Asoka và Moggaliputta-Tissa tại Đại hội kết tập lần thứ ba, tại Nava Jetavana, Shravasti

Trái với các ghi nhận thống nhất về Đại hội kết tập thứ hai, có những ghi chép về một số "Đại hội kết tập thứ ba" khác nhau có thể xảy ra. Những ghi chép khác nhau này thường liên quan đến việc hình thành các bộ phái. Tuy nhiên, hầu hết chúng đều thống nhất rằng nó đã được diễn ra tại Pataliputra, kinh đô của hoàng đế Ashoka bấy giờ.

### Tài liệu Theravāda

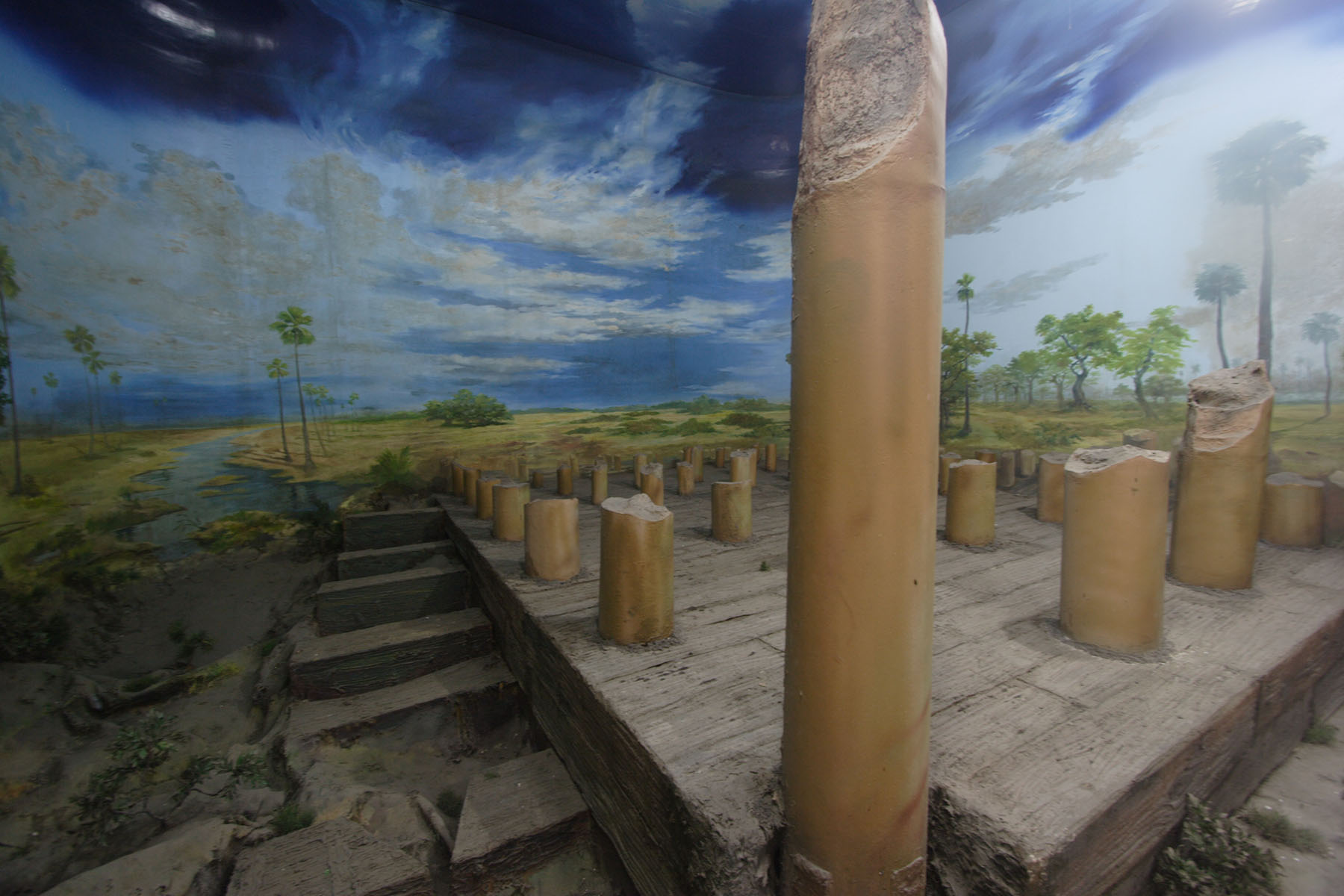
Tái tạo hội trường 80 cột ở Pataliputra, nơi có thể đã diễn ra Đại hội kết tập thứ ba. Bảo tàng Patna.

### Sarvāstivāda

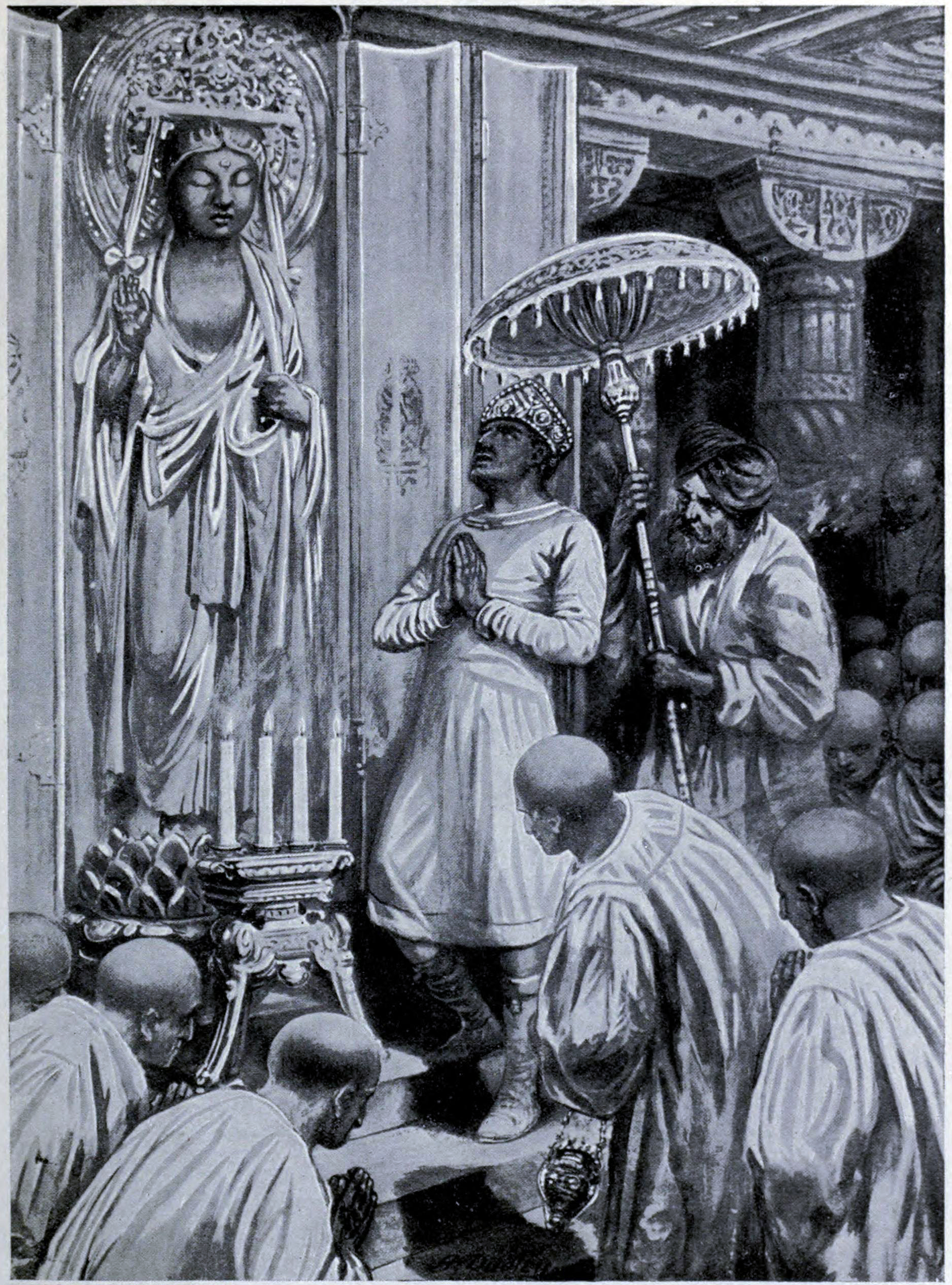
Hoàng đế Kanishka I

### Đại hội kết tập Miến Điện thứ sáu (1954)

Đại hội kết tập thứ sáu